# Za (gremios)
El Za era uno de los tipos primarios de gremios comerciales en el Japón feudal. Crecieron con la cooperación protectora entre los comerciantes, los templos y las capillas; los comerciantes viajarían y transportarían mercancías en grupos, para la protección contra bandidos y contra los caprichos del samurái y del daimyō (señores feudales). También entrarían en arreglos con los templos y las capillas para vender sus mercancías en estos, colocándose bajo los auspicios y protección del templo o de la capilla.
Los gremios comerciales del za aparecieron en el Siglo XII, cobraron fuerza importante en el siglo XIV, y duraron en sus formas originales hasta finales del siglo XVI, cuando otros gremios y organizaciones comerciales aparecieron e incluyeron el za. El concepto básico de za perduró en Japón hasta el siglo XVIII.
Hoy en día los actores de kabuki y noh se asocian en za, como Kabuki-za.